# Yu Shuo
Yu Shuo (chiń. 于烁; ur. 14 stycznia 1988) – chińska lekkoatletka specjalizująca się w skoku o tyczce.

## Osiągnięcia
- brązowy medal mistrzostw świata juniorów młodszych (Marrakesz 2005)

## Rekordy życiowe
- skok o tyczce (stadion) – 4,20 (2007)
- skok o tyczce (hala) – 4,20 (2007)